# Outlaw country

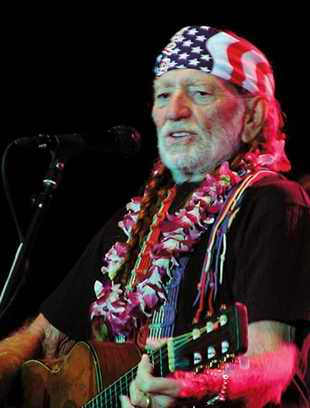
Willie Nelson

L'espressione outlaw country ("country fuorilegge") si riferisce a una corrente della musica country sviluppatasi negli Stati Uniti fra gli anni sessanta e settanta e in parte proseguita nei decenni successivi. Denominazioni alternative sono outlaw movement (il "movimento fuorilegge") o outlaw music ("musica fuorilegge").
L'outlaw country fu l'espressione nel genere country dell'emergere delle controculture giovanili degli anni '60 come il movimento hippie, e può essere paragonata alle nuove tendenze rappresentate nel rock, per esempio, dai Rolling Stones. I musicisti "fuorilegge" si opponevano essenzialmente ai canoni estetici e culturali del country mainstream di Nashville (rappresentato per esempio da Porter Wagoner e Dolly Parton), che giudicavano troppo edulcorato, commerciale e conservatore; portavano i capelli lunghi, si vestivano come hippie, scrivevano versi su temi "proibiti" come droga e sesso, e si rifacevano stilisticamente da una parte ai padri della tradizione honky tonk come Jimmie Rodgers e dall'altra al rock and roll.
Gli artisti più rappresentativi dell'idea di outlaw country sono considerati essere Waylon Jennings e Willie Nelson; altri nomi celebri sono Johnny Cash, Merle Haggard, David Allan Coe, Kris Kristofferson, Hank Williams Jr., Steve Earle, Steve Young, Billy Joe Shaver e Johnny Paycheck. Fra le donne più note del genere ci sono Jessi Colter e Sammi Smith.
Molti degli artisti che hanno proseguito la tradizione dell'outlaw country dopo gli anni '70 sono originari del Texas, sicché le più recenti evoluzioni del genere prendono il nome di Texas country.